# Oke Akpoveta
Oke Akpoveta, född 13 december 1991, är en nigeriansk fotbollsspelare som spelar för Åstorps FF.

## Karriär
Akpoveta började spela fotboll i Warri Wolves. I augusti 2011 värvades Akpoveta av danska Brøndby IF, där han skrev på ett fyraårskontrakt. Den 6 januari 2014 bröt Brøndby och Akpoveta i samförstånd hans kontrakt. I februari 2014 skrev Akpoveta på ett fyramånaderskontrakt med azerbajdzjanska Ravan Baku.
I juli 2014 återvände Akpoveta till Danmark för spel i Brønshøj BK. Sommaren 2015 värvades Akpoveta av Lyngby BK, där han skrev på ett ettårskontrakt.
I februari 2016 lånades Akpoveta ut till IK Frej, på ett lånekontrakt fram till sista juni 2016. Han debuterade i Superettan den 2 april 2016 i en 2–0-förlust mot GAIS. Akpoveta gjorde sitt första mål den 9 april 2016 i en 2–1-vinst över Assyriska FF, där han gjorde det avgörande målet på straff i den 71:a minuten.
Den 13 juli 2016 blev de officiellt en övergång till Superettan-klubben Dalkurd FF. I februari 2017 värvades Akpoveta av Helsingborgs IF, där han skrev på ett tvåårskontrakt.
I mars 2018 värvades Akpoveta av AFC Eskilstuna, där han skrev på ett tvåårskontrakt. I februari 2019 värvades Akpoveta av azeriska Sabail FK, där han skrev på ett halvårskontrakt med option på ytterligare ett år. Den 31 juli 2019 återvände Akpoveta till IK Frej, där han skrev på ett 1,5-årskontrakt.
I januari 2020 skrev Akpoveta på ett tvåårskontrakt med Norrby IF. Efter säsongen 2020 lämnade han klubben. I januari 2021 värvades Akpoveta av saudiska Al-Thoqbah. Han gjorde fyra mål för klubben. I juli 2021 gick Akpoveta till finska Ykkönen-klubben KPV.
Inför säsongen 2022 skrev Akpoveta på för division 2-klubben Höganäs BK. Sommaren 2022 skrev han på för Valletta på Malta. Inför säsongen 2023 skrev Akpoveta på för Nosaby IF. I juli 2023 återvände han till KPV. I februari 2024 skrev Akpoveta på för division 3-klubben Åstorps FF.